# 1950 en football canadien
Chronologie
Saison précédente Saison suivante
1950 est la 67e saison depuis la fondation de la Canadian Rugby Football Union en 1884.

## Événements
Les Tigers de Hamilton, qui jouaient depuis 1948 dans la Ontario Rugby Football Union (ORFU), et les Wildcats de Hamilton, membres de la Interprovincial Rugby Football Union depuis la même année, joignent leurs forces pour former un seul club qui s'appellera les Tiger-Cats et jouera dans la IRFU ou Big Four.
La Western Interprovincial Football Union (WIFU) permet à l'équipe finissant troisième de participer aux éliminatoires,
Dans la ORFU, le départ des Tigers laisse la ligue avec trois équipes seulement.

## Classements
| Clt   | Équipe                 | PJ | V | D | N | BP  | BC  | Pts |
| ----- | ---------------------- | -- | - | - | - | --- | --- | --- |
| +001, | Tiger-Cats de Hamilton | 12 | 7 | 5 | 0 | 231 | 217 | 14  |
| +002, | Argonauts de Toronto   | 12 | 6 | 5 | 1 | 291 | 187 | 13  |
| +003, | Alouettes de Montréal  | 12 | 6 | 6 | 0 | 192 | 261 | 12  |
| +004, | Rough Riders d'Ottawa  | 12 | 4 | 7 | 1 | 182 | 231 | 9   |

| Clt   | Équipe                         | PJ | V  | D  | N | BP  | BC  | Pts |
| ----- | ------------------------------ | -- | -- | -- | - | --- | --- | --- |
| +001, | Blue Bombers de Winnipeg       | 14 | 10 | 4  | 0 | 223 | 156 | 20  |
| +002, | Roughriders de la Saskatchewan | 14 | 7  | 7  | 0 | 207 | 177 | 14  |
| +003, | Eskimos d'Edmonton             | 14 | 7  | 7  | 0 | 201 | 197 | 14  |
| +004, | Stampeders de Calgary          | 14 | 4  | 10 | 0 | 152 | 253 | 8   |

### Ligues provinciales
| Clt   | Équipe                 | PJ | V | D | N | BP  | BC  | Pts |
| ----- | ---------------------- | -- | - | - | - | --- | --- | --- |
| +001, | Balmy Beach de Toronto | 8  | 6 | 2 | 0 | 162 | 100 | 12  |
| +002, | Imperials de Sarnia    | 8  | 4 | 4 | 0 | 164 | 102 | 8   |
| +003, | Rockets de Windsor     | 8  | 2 | 6 | 0 | 52  | 176 | 4   |

## Séries éliminatoires

### Demi-finale de la WIFU
- 28 octobre : Eskimos d'Edmonton 24 - Roughriders de la Saskatchewan 1

### Finale de la WIFU
- 4 novembre : Blue Bombers de Winnipeg 16 - Eskimos d'Edmonton 17
- 11 novembre : Eskimos d'Edmonton 12 - Blue Bombers de Winnipeg 22
- 13 novembre : Eskimos d'Edmonton 6 - Blue Bombers de Winnipeg 29

Winnipeg gagne la série 67 à 35 et passe au match de la coupe Grey.

### Demi-finales de l'Est
- 5 novembre : Imperials de Sarnia 11 - Balmy Beach de Toronto 17
- 11 novembre : Balmy Beach de Toronto 18 - Imperials de Sarnia 10

Toronto Balmy Beach gagne la série 36 à 21
- 11 novembre : Argonauts de Toronto 11 - Tiger-Cats de Hamilton 13
- 15 novembre : Tiger-Cats de Hamilton 6 - Argonauts de Toronto 24

Les Argonauts gagnent la série 35 à 19.

### Finale de l'Est
- 18 novembre : Balmy Beach de Toronto 13 - Argonauts de Toronto 43

Les Argonauts passent au match de la coupe Grey.

### 38ecoupe Grey
- 25 novembre : Les Argonauts de Toronto gagnent 13-0 contre les Blue Bombers de Winnipeg au Varsity Stadium à Toronto (Ontario).

## Honneurs individuels
- Trophée Jeff-Russel (courage, habileté, jeu propre et esprit sportif dans l'IRFU) : Don Loney (C), Rough Riders d'Ottawa